# KV39
KV39, acrònim de l'anglès King's Valley, és una tomba egípcia de l'anomenada Vall dels Reis, situada a la riba oest del riu Nil, a l'altura de la moderna ciutat de Luxor. Va ser descoberta per treballadors de l'equip d'en Victor Loret, però no va ser examinada a fons fins a la dècada de 1990, quan ho va fer John Rose, que va trobar referències a Tuthmosis I, Amenofis I, i Tuthmosis II. L'actual hipòtesi sosté que la tomba va pertànyer a Amenofis I per les semblances entre la KV39 i les descripcions de la tomba del faraó en alguns papirs.

Sembla que hi ha hagut tres fases constructives, suggerides per diferències en la tipologia arquitectònica i l’orientació dels grups de components. L'entrada A, el passadís B1 i la cambra C1 i el seu descens s'haurien tallat primer, i suggereixen una data a la primera meitat de la dinastia XVIII. Després d'una extensió cap al sud al final del passadís B1, altres dos complexos de passadissos i escales que condueixen a les cambres funeràries es van tallar cap al sud i cap a l'est, tot i que no és segur en quin ordre es van fer.